# Čeřínek
Čeřínek (762 m n. m.) je vrch v České republice, v Křemešnické vrchovině, mezi Hutěmi a Novým Hojkovem, asi 10 km na západ od Jihlavy a asi 5 km na východ od Nového Rychnova, ve stejnojmenném přírodním parku.
Pod vrcholem se nachází lyžařský areál.

## Dostupnost
Z turistického hlediska představuje jednu z významných křižovatek v oblasti rozcestí u turistické chaty pod vrcholem. Místem prochází čtveřice značených turistických tras – červená (od Cejlí na Nový Rychnov s odbočkou na vlastní vrchol Čeřínku), modrá (od Dolní Cerekve), žlutá (od Mirošova na Dolní Cerekev přes Hutě) a zelená (od Kostelce) – a cyklisty sem přivádí odbočka od cyklotrasy 5090 od Cejlí na Rohoznou.